# زيروقانية
الزيروقانية (الاسم العلمي: Glaucocystophyceae) هي طائفة من النباتات تتبع شعبة الطحالب الزرقاء.

## التصنيف
- الطائفة الزيروقانية
  - رتبة الزيروقيات
    - فصيلة الزيروقات
      - جنس الزيروقى

  - رتبة السيونيات
    - فصيلة السيونات
      - جنس السيونى

  - رتبة الليزوجيات
    - فصيلة الليزوجات
      - جنس الليزوجى